# Mohammed Knut Bernström
Mohammed Knut Johan Richard Bernström (Geburtsname: Knut Johan Richard Bernström; * 22. Oktober 1919 in Saltsjöbaden, Stockholms län; † 21. Oktober 2009 in Marokko) war ein schwedischer Diplomat, der unter anderem von 1963 bis 1966 Botschafter in Venezuela sowie zugleich von 1964 bis 1966 Botschafter in Haiti und der Dominikanischen Republik war. Er war ferner zwischen 1973 und 1976 Botschafter in Spanien sowie von 1976 bis 1983 Botschafter in Marokko und als solcher zugleich zwischen 1977 und 1983 als Botschafter in Gambia, Senegal und Mauretanien akkreditiert. Nach seinem Ausscheiden aus dem diplomatischen Dienst konvertierte er 1986 zum Islam und nahm den Vornamen „Mohammed“ an. 1998 veröffentlichte er mit dem Titel Koranens budskap. Med kommentarer och noter eine Übersetzung des Korans ins Schwedische.

## Leben
Knut Johan Richard Bernström, Sohn des Bauingenieurs Seth Bernström und Erna von Hillern-Flinsch, begann nach dem Abitur (Studentexamen) ein Studium der Rechtswissenschaften an der Universität Stockholm, welches er 1943 als Juris kandidat beendete. 1944 trat er als Attaché in den diplomatischen Dienst des Außenministeriums (Utenriksdepartementet) ein und war in der Folgezeit zwischen 1945 und 1947 an der Botschaft in Spanien, von 1947 bis 1948 in Frankreich sowie 1948 in der Sowjetunion tätig. 1948 wechselte er an die Botschaft in den USA und war zwischen 1949 und 1951 Dritter Sekretär dieser Botschaft. Nach seiner Rückkehr wurde er 1951 zunächst Zweiter Sekretär sowie 1953 Erster Sekretär im Außenministerium, ehe er von 1957 bis 1959 Erster Sekretär an der Botschaft in Brasilien war. Zwischenzeitlich fungierte er von 1957 bis 1958 als Geschäftsträger (Chargé d’affaires) der Botschaft in Kolumbien und war im Anschluss zwischen 1959 und 1963 Bürochef im Außenministerium. Als solcher war er von 1959 bis 1963 auch Leiter der Delegation für handelspolitische Verhandlungen mit Japan, der Sowjetunion und anderen Ländern.
1963 wurde Bernström als Nachfolger von Gunnar Dryselius Botschafter (Sändebud) in Venezuela mit Amtssitz in Caracas und war bis zu seiner Ablösung durch Otto Rathsman 1966 als solcher zugleich von 1964 bis 1966 als Botschafter in Haiti und der Dominikanischen Republik akkreditiert. Nach seiner Rückkehr war er im Außenministerium zwischen 1966 und 1968 Mitarbeiter der Verhandlungsgruppe sowie von 1968 bis 1970 Leiter der Handelsabteilung. Er war zwischen 1966 und 1970 Leiter der skandinavischen Delegation für die Luftverkehrsverhandlungen mit Japan sowie von 1968 bis 1970 abermals Leiter der Delegation für handelspolitische Verhandlungen mit Japan, der Sowjetunion und anderen Ländern war, ehe er sich zwischen 1971 und 1973 zur besonderen Verfügung befand. Während dieser Zeit war er 1972 Leiter der schwedischen Delegation bei der Dritten Konferenz der Vereinten Nationen für Handel und Entwicklung, die vom 13. April bis zum 21. Mai 1972 in Santiago de Chile stattfand. 1973 löste er  Jan Stenström als Botschafter in Spanien ab und übte dieses Amt mit Dienstsitz in Madrid bis 1976 aus, woraufhin Lennart Petri seine dortige Nachfolge antrat.
Zuletzt übernahm Knut Bernström 1976 von Åke Sjölin den Botschafterposten in Marokko und bekleidete dieses diplomatische Amt mit Dienstsitz in Rabat bis zu seinem Eintritt in den Ruhestand 1983, woraufhin Arne Lundquist seine dortige Nachfolge antrat. Bernström war zugleich zwischen 1977 und 1983 als Botschafter in Gambia, Senegal und Mauretanien akkreditiert. Nach seinem Ausscheiden aus dem diplomatischen Dienst konvertierte er 1986 zum Islam und nahm den Vornamen „Mohammed“ an. 1998 veröffentlichte er mit dem Titel Koranens budskap. Med kommentarer och noter eine Übersetzung des Korans ins Schwedische. Bernström starb im Oktober 2009 am Vortag seines 90. Geburtstags.

## Veröffentlichung
- Koranens budskap. Med kommentarer och noter, („Die Botschaft des Korans. Mit Kommentaren und Notizen“), 1998, Neuauflage 2002